# Кејп Мај Корт Хаус (Њу Џерзи)
Кејп Мај Корт Хаус (енгл. Cape May Court House) насељено је место без административног статуса у америчкој савезној држави Њу Џерзи.

## Демографија
По попису из 2010. године број становника је 5.338, што је 634 (13,5%) становника више него 2000. године.
| Група             | 2000.         | 2010.         |
| Белци             | 3.923 (83,4%) | 4.457 (83,5%) |
| Афроамериканци    | 512 (10,9%)   | 494 (9,3%)    |
| Азијати           | 127 (2,7%)    | 126 (2,4%)    |
| Хиспаноамериканци | 74 (1,6%)     | 162 (3,0%)    |
| Укупно            | 4.704         | 5.338         |